# Cleretum
Cleretum là chi thực vật có hoa trong họ Aizoaceae.